# روبرت بيريس دا موتا
روبرت أيرتون بيريس دا موتا ميندوزا (بالإسبانية: Robert Ayrton Piris Da Motta Mendoza)‏ هو لاعب كرة قدم ومدرب كرة قدم باراغواياني في مركز الوسط، ولد في 26 يوليو 1994 في سيوداد ديل استي في باراغواي. شارك مع منتخب باراغواي تحت 20 سنة لكرة القدم ومنتخب باراغواي لكرة القدم. أما مع النوادي، فقد لعب مع أوليمبيا أسونسيون ونادي غوادالاخارا ونادي فلامنغو.

## وصلات خارجية
- روبرت بيريس دا موتا على موقع الاتحاد الدولي (مؤرشف)  (الإنجليزية)
- روبرت بيريس دا موتا على موقع اتحاد تركيا (لاعب) (الإنجليزية)
- روبرت بيريس دا موتا على موقع قاعدة بيانات كرة القدم.إي يو (الإنجليزية)
- روبرت بيريس دا موتا على موقع ليكيب (الفرنسية)
- روبرت بيريس دا موتا على موقع ناشيونال فوتبول تيمز (الإنجليزية)
- روبرت بيريس دا موتا على موقع Soccerway.com (الإنجليزية)
- روبرت بيريس دا موتا على موقع عالم كرة القدم.نت (الإنجليزية)
- روبرت بيريس دا موتا على موقع AS.com (الإسبانية)